# Học viện Ngôi sao
Học viện Ngôi sao là một học giáo liên thông với Quốc gia Islam (NOI) ở Khu tự trị Hammersmith và Fulham của Luân Đôn, phía Tây Luân Đôn.
Năm 1998, học viện có 60 học sinh từ năm đến sáu tuổi. Học viện nằm trong Trung tâm cộng đồng Simba ở Mục Dương Tùng, đã dạy chương trình thụ giáo được chuẩn hóa của Anh quốc bên cạnh thụ giáo lịch sử châu Phi, lịch sử thực tiễn của các doanh nhân người da đen trong và ngoài NOI. Hội ủy viên Hammersmith và Fulham, sở hữu trung tâm Simba, đã ra mệnh lệnh ly khai học giáo tựu nghiệp. Ngoài ra Hệ Khoa học giáo dục và Kỹ năng uy hiếp đóng cửa học giáo nếu không đăng ký với lãnh đạo bộ môn. Những người liên quan ủng hộ NOI đã kháng nghị trường hợp trục xuất và bế tỏa. Đến năm 1999, học giáo cuối cùng cũng không bị bế tỏa khỏi trung tâm cộng đồng, và nó đã đăng ký với lãnh đạo bộ môn trước thời hạn quy định. Tuy nhiên, học giáo giờ không còn hoạt động.